# Gudrun Kalmbach
Gudrun Kalmbach (Großerlach, 27 de maio de 1937 – Bad Wörishofen, 25 de julho de 2025) foi uma matemática alemã, professora da Universidade de Ulm.

## Formação e carreira
Depois de estudar matemática e química na Universidade de Göttingen para obter a licença de lecionar, obteve um doutorado em 1966, orientada por Hans Grauert, com a tese Über nieder dimensionale CW-komplexe in nichtkompakten Mannigfaltigkeiten.
De 1967 a 1969 foi docente na Universidade de Illinois. Seguiram-se cargos como professora assistente na Universidade de Massachusetts Amherst (1970–1971) e na Universidade Estadual da Pensilvânia (1969–1975). Obteve a habilitação em 1975 na Universidade de Ulm. Em 1975 foi nomeada primeira professora na Universidade de Ulm e trabalhou na cátedra de teoria dos números e teoria das probabilidades. Ocupou esse cargo até se aposentar em 2002.
Residiu em Bad Wörishofen.
Gudrun Kalmbach desempenhou um papel fundamental no desenvolvimento da promoção de alunos talentosos no campo das disciplinas do STEM. Foi fellow da American Mathematical Society.
Kalmbach morreu no dia 25 de julho de 2025, aos 88 anos.

## Obras
- Diskrete Mathematik. Vieweg Verlag, Wiesbaden 1988, ISBN 3-528-06303-3.
- Mathematik bunt gemischt. I, II (mit R. Schweizer). Reinhardt Becker Verlag, Velten 1996, ISBN 3-89597-269-X.
- Measures and Hilbert Lattices. World Scientific Publishing, Singapore 1986, ISBN 9971-5-0009-4.
- Orthomodular Lattices. Academic Press, London 1983, ISBN 0-12-394580-1.
- (Ed.): Quantum Structures 1,2. In: International Journal of Theoretical Physics. 1991, 1992.
- Quantum Measures and Spaces. Kluwer, Dordrecht 1998, ISBN 0-7923-5288-2.
- Talent Development in Mathematics, Science and Technology.
  - Volume I: Aegis-Verlag, Ulm 1989, ISBN 3-924756-04-X.
  - Volume II: Aegis-Verlag, Ulm 1991, ISBN 3-924756-06-6.
- (co-editora): MINT (Mathematik, Informatik, Naturwissenschaften, Technik). Band 1–36. Aegis-Verlag, Ulm und MINT Verlag, Bad Wörishofen 1997–2016.[5]
- Quantum Mathematics. RGN Publications, Delhi, Índia, 2015, ISBN 9788190422161
- MINT-WIGRIS. MINT Verlag, Bad Wörishofen, Alemanha, 2017, ISBN 978-3-9818217-1-0